# Коров'янський Юрій Анатолійович
Юрій Анатолійович Коров'я́нський (30 вересня 1967, Горлівка, Донецька область, УРСР — 8 березня 2017) — радянський і український волейболіст, гравець збірних СРСР, СНД (1991—1992) і України (1993—2005). Чемпіон Європи 1991, володар Кубку світу 1991, чемпіон СНД 1992. Нападаючий. Майстер спорту міжнародного класу (1991). Під час завершення ігрової кар'єри став тренером.
Батько волейболіста Артема Коров'янського.

## Життєпис
Почав займатися волейболом у Горлівці. Перший тренер — В. І. Петляков.
У 1984—1993 роках виступав за команду «Шахтар» (Донецьк). З 1992 року грав у клубах Європи: 1993—1994 — «Орестіада» (Греція), 1994—1995 — «Пафос» (Кіпр), 1995—1996 — «Туркуен» (Франція), 1996—1997 — «Тур» (Франція), 1997—1998 — «Парі ЮК» (Париж, Франція), 1998—2000 — «Страсбург» (Франція), 2000—2001 — «Аллюен» (Франція), 2001—2006 — «Камбре» (Франція).
У 1999—2001 — граючий тренер французьких команд «Страсбур» і «Аллюен». З 2007 — тренер команди «Камбре» (Франція).
У 1993—2005 виступав за Національну збірну України.
Зріст 195 см.
Помер від бічного аміотрофічного склерозу (хвороба Лу Геріга).

### Досягнення
Гравця
- Чемпіон України: 1992, 1993.
- Чемпіон СНД 1992.
- Чемпіон Франції 1998.
- Срібний призер чемпіонату Греції 1994.
- Срібний призер чемпіонату СРСР 1991.
- Бронзовий призер Кубка європейських чемпіонів 1998.